# J'haïs les vieux
 (juillet 2014).
J'haïs les vieux est un roman noir de l'auteur québécois François Barcelo, publié en 2013 par les éditions Coups de tête. Il est le troisième roman de la série "J'haïs...". L'indifférence à l'égard des aînés et la vengeance sont les principaux thèmes du roman.
Armand Lafleur est un ancien chanteur octogénaire à la retraite, qui vit en pleine solitude dans un hospice rempli de vieux. Préférant se tenir à l'écart d'eux jusqu'au jour où, il vient de recevoir une invitation à un gala de musique. Au cours de la remise du prix, il nomma une autre artiste candidate au lieu du véritable gagnant. L'autre personne qui est supposée d'être l'heureuse élue, une de ses voisines, qui est aussi chanteuse où Armand la déteste, songe à se venger de l'humiliation qu'elle a reçue et faire obliger ce dernier qui a falsifié le nom du vainqueur à commettre un crime grave qui aura de lourdes conséquences pour les trois personnes impliquées.

## Résumé
- Au début de l'histoire, Armand habite dans une tour d'habitation où vivent plusieurs personnes âgées, il préfère s'isoler seul dans son condo.
- Deux représentants du gala des Alys rendirent visite chez Armand, ils donnèrent l'invitation à remettre un trophée au gagnant qui a effectué leur meilleur retour sur la scène musicale.
- Au gala, Armand remarque sur la liste des candidats le nom d'Elsa Maranda, une autre chanteuse qui habite dans le même immeuble où il vit, au lieu de lire le contenu de l'enveloppe, il choisit Marie-Lune Sozo, la plus jeune candidate, âgée dans la jeune trentaine.
- Après qu'Armand fait élire la jeune chanteuse, les organisateurs du gala se disent outrés du choix controversé par leur invité, malheureusement, ils ne peuvent rien pour corriger le résultat des votes et acceptent malgré tout la nomination de Marie-Lune comme grande gagnante de la catégorie du meilleur retour.
- De retour chez-lui, Armand tente d'oublier ce scandale et reçoit aux petites heures du matin la visite de Marie-Lune, elle l'emmena dans la chambre du vieillard pour faire l'amour. Plus tard, une autre visiteuse inattendue pénètre dans son appartement et étrangle la jeune femme avec un fil. C'était Elsa, qui est venue se venger sur sa rivale.
- En examinant le corps inanimé de Marie-Lune, Armand constate son décès sur place. De son côté, Elsa l'oblige à se débarrasser du corps en le jetant dans le vide à partir du balcon, mais la première tentative fut un échec à cause de la pesanteur du cadavre.
- À la suite de cette première tentative ratée, Elsa songe à se suicider en voulant se jeter en bas de l'immeuble, et avoua à Armand qu'elle est en phase terminale : elle souffre d'un cancer. Malheureusement, Armand n'a pas assez de force pour aider sa voisine en raison de son âge trop avancé, le duo échoua.
- Elsa trouve une autre idée : elle suggère à Armand de la placer dans l'ascenseur pour faire envoyer le cadavre au fond du puits.
- Découragé, Armand fait un aveu à Elsa sur le nom du véritable vainqueur au gala : ce n'est ni Marie-Lune, ni Elsa, mais Sivlé Yelserp, un autre finaliste qui est en nomination, et c'est celui qui est supposément remporter le prix. Il a fait ce choix sans lui donner davantage de détails.
- Pendant qu'Elsa s'absente pour aller chercher un sac à cadavre de fortune, Armand s'en profite pour pouvoir téléphoner à la police, mais découvre que le câble de son téléphone a disparu, il se doute qu'Elsa a pris possession du câble pour étrangler Marie-Lune et de la garder pour s'en débarrasser.
- Ne voulant plus attendre l'arrivée d'Elsa, Armand décida d'aller la rejoindre et fait descendre l'ascenseur, plus tard, il fait une terrible découverte macabre : Elsa a été découverte décapitée dans la cabine avec le câble du téléphone qu'elle aurait servie pour mettre fin à ses jours
- Après avoir placé les deux cadavres dans le grand sac qu'Elsa est allée chercher avant sa mort, Armand en a assez d'être le bouc émissaire de la mort suspecte de ses deux consœurs, il veut à son tour se suicider en employant la méthode qu'utilisait sa voisine pour échapper à ses malheurs.
- À la fin du roman, Armand était à deux doigts de perdre la vie avant qu'un couple âgé vivant dans l'immeuble fait arrêter l'ascenseur, sa tentative de suicide s'est soldée par un échec.

## Personnages
- Armand Lafleur :

De son vrai nom : Armand Lamarre, principal personnage et narrateur du roman, 86 ans, ancien chanteur romantique, il est un vieillard très sénile et distant qui n'est pas du tout à l'aise d'être entouré d'individus du même âge que lui. Il sera l'objet d'un scandale au gala, suivit d'un meurtre sordide survenue dans l'immeuble où il vit.
- Elsa Maranda :

Antagoniste du roman, également octogénaire et chanteuse à la retraîte, vivant dans le même immeuble qu'Armand, se déplace avec l'aide d'une marchette, elle est considérée par celui-ci comme une étant une obstinée et une vieille folle. Elsa entraînera de force Armand à effacer toutes traces du crime sans recevoir d'accusations après qu'il a préféré d'élire une autre chanteuse, beaucoup plus jeune, lors du gala.
- Marie-Lune Sozo :

Chanteuse, dans la trentaine, elle est celle qui a été choisie par Armand comme lauréate au gala des Alys plutôt qu'Elsa elle-même. Plus tard, elle sera victime d'une vengeance meurtrière de la part d'Elsa.

## Anecdotes
- Le gala des prix Alys est la version fictive du roman au lieu de celui de l'ADISQ. Le nom du trophée et du gala sont dédiés en hommage à la célèbre chanteuse québécoise Alys Robi.
- Le nom d'un des personnages qui est en nomination lors du gala : Sivlé Yelserp, est en fait le nom du rockeur légendaire Elvis Presley qui est prononcé à l'inverse.